# Ramón Ortega Quero
Ramón Ortega Quero (Granada, 1988) es un oboísta español. Ha ganado en dos ocasiones el Premio ECHO Klassik y el Premio ARD de Múnich en 2007. 

## Biografía
Nacido en el seno de una familia de músicos, inició su formación musical a los ocho años edad, estudiado oboe en el Real Conservatorio Superior de Música de Granada de la mano de Miguel Quirós. En el año 2000, con solo doce años de edad, accedió a la Orquesta Joven de Andalucía y, en 2003 fue seleccionado para entrar a formar parte de la West-Eastern Divan Orchestra, dirigida por el maestro Daniel Barenboim. Paralelamente, se perfecciona como intérprete con el profesor Gregor Witt de la Fundación Barenboim-Said.
En 2007, se proclamó vencedor del Concurso Internacional de Música ARD (Múnich), convirtiéndose en el tercer oboísta de la historia (tras Heinz Holliger en 1961 y Maurice Bourgue en 1967) en conseguir un primer premio.
En 2008 entró como oboe solista en la Orquesta Sinfónica de la Radio de Baviera. La plaza estuvo ocupada por François Leleux hasta 2004 y desde entonces se cubría de forma temporal. Además, a lo largo de su carrera ha impartido diversos cursos y clases magistrales sobre la interpretación del oboe, entre las que destacan las que ofreció en Zaragoza en 2014 con motivo del III Congreso de la Asociación de Fagotistas y Oboístas de España.
En abril de 2015 realizó, junto a la Nordwestdeutsche Philharmonie y bajo la dirección de Manuel Gómez López, el estreno absoluto de la obra Legacy, un concierto para oboe y orquesta escrito por el célebre compositor español Óscar Navarro, del que Ortega Quero es dedicatario.
En 2017 es nombrado oboísta principal de la Orquesta Filarmónica de Los Ángeles a partir de la temporada 2018/2019, pero a finales de 2018 dejó el puesto alegando motivos personales.

## Galardones
- 2007 - Concurso Internacional de Música ARD (Múnich, Alemania). Primer premio
- 2010 - Borletti-Buitoni Trust Award (Londres, Reino Unido)
- 2010 - "Rising Star" del European Concert Hall Organization[7]
- 2011 - Premio ECHO Klassik como Artista revelación del año, otorgado por la cítica alemana, por el disco Shadows
- 2012 - Premio ECHO Klassik en la categoría de Grabación de música de cámara del año, otorgado por la cítica alemana, por el disco Beethoven, Mozart: Quintets for Piano & Winds
- 2013 - Nominación al International Classical Music Award en la categoría de Música de cámara, por el disco The Romantic Oboist
- 2013 - Premio del público en el Festspiele Mecklenburg-Vorpommern
- 2016 - "Medalla a las Bellas Artes" de la Real Academia de Bellas Artes de Granada

## Discografía
- 2010 - Shadows: Baroque Music by Vivaldi, Blavet, Dieupart, junto a la violonchelista Louise Buchberger y el clavecinista Peter Kofler (Solo Música; galardonado con el Premio ECHO Klassik 2011 en la categoría de Artista revelación del año)
- 2011 - Oboenkonzerte von J. S. Bach, G. F. Telemann, C. Ph. E. Bach, junto a la Kammerakademie Potsdam y Peter Rainer (concertino-director) (Genuin Classics)
- 2012 - Beethoven, Mozart: Quintets for Piano & Winds, junto al clarinetista Sebastian Manz, el trompista David Alonso Fernández, el fagotista Marc Trenel y el pianista Herbert Schuch (Indé Sens Records; galardonado con el Premio ECHO Klassik 2012 en la categoría de Grabación de música de cámara del año)
- 2012 - The Romantic Oboist, junto a la pianista Kateryna Titova (Genuin Classics; nominado al Internacional Classical Music Award 2013 en la categoría de Música de cámara)
- 2012 - Bach: Concertos, junto a la violinista Janine Jansen y otros intérpretes (Decca Records)
- 2015 - J. S. Bach: New Oboe Sonatas, junto a la oboísta Tamar Inbar, la violonchelista Louise Buchberger y el clavecinista Peter Kofler (Edel Music)
- 2015 - Mozart, Haydn & Beethoven: Orchestral Works, junto al clarinetista Sebastian Manz, el trompista Marc Gruber, el fagotista Theo Plath y la Wrttembergische Philharmonie Reutlingen, bajo la dirección de Ola Rudner (Ars Produktion)